# Adenanthos ellipticus
Adenanthos ellipticus är en tvåhjärtbladig växtart som beskrevs av Edward George. Adenanthos ellipticus ingår i släktet Adenanthos och familjen Proteaceae. Inga underarter finns listade i Catalogue of Life.